# Sociedade Esportiva São Borja
La Sociedade Esportiva São Borja, noto anche semplicemente come São Borja, è una società calcistica brasiliana con sede nella città di São Borja, nello stato del Rio Grande do Sul.

## Storia
Il club è stato fondato con il nome di Sociedade Esportiva São Borja, dalla fusione tra l'International e il Cruzeiro, due squadre tradizionali della città e che all'epoca attraversavano difficoltà finanziarie. Così il São Borja decise di ereditare gli entrambi colori delle squadre (il rosso dell'International e il blu del Cruzeiro). La fusione aveva l'obiettivo di unire la popolazione a sostenere e rafforzare il calcio nella città di São Borja, e fu deciso di utilizzare l'Estádio Vicente Goulart per le partite casalinghe.
Già nel suo primo anno il São Borja aveva partecipato alla massima divisione statale del Campionato Gaúcho, mantenendolo ininterrottamente per 11 anni (dal 1977 al 1987), raggiungendo la fase finale della competizione in tre occasioni: nel 1980, nel 1981, e nel 1983.
Nella Taça de Bronze 1981, il São Borja venne eliminato alla terza fase della competizione, terminando al 5º posto nella classifica generale.
Nel 1987 nel Campionato Gaúcho la squadra terminò al 14º posto (ultimo) e venne retrocessa nel Campeonato Gaúcho Série A2.
Nel 1997, il São Borja è ritornato nella massima divisione statale dopo essere stato promosso nel Campeonato Gaúcho Série A2, al momento della prima divisione è stato diviso in due serie. La squadra doveva entrare in uno dei posti vacanti lasciati dall'Aimoré e dall'Atlético Carazinho che decisero di rimanere inattivi. Ma il São Borja terminò all'ultimo posto (14º in Serie B) e fu retrocesso.
Dopo questo torneo la squadra decise di rimanere inattivo dal calcio professionistico per 15 anni, ed è ritornata a partecipare alle competizioni ufficiali nel 2012 con il nome di Associação Esportiva São Borja e partecipò al Campeonato Gaúcho Série A2, dove ha terminato all'11º posto.
Nel 2015 il club ha ripreso il nome di Sociedade Esportiva São Borja.

## Palmarès

### Competizioni statali
- Campeonato Gaúcho Série B: 1

2018